# Книга общих молитв
Книга общих молитв, или Книга общественного богослужения, и Книга общей молитвы (англ. The Book of Common Prayer) — краткое название нескольких взаимосвязанных теологических документов церквей Англиканского сообщества. Книга содержит в себе последование литургии, а также собрание молитв при других богослужебных обрядах.
Хотя «Книга» неоднократно пересматривалась и некоторые англиканские церкви создали иные богослужебные книги, на её фундаменте лежала ключевая роль общего руководства по основам веры и религиозной практики, скрепляя таким образом Англиканское сообщество. «Книга общественного богослужения», наряду с 39 Статьями англиканского вероисповедания и Ординалом — доктринальный источник вероучения Церкви Англии.
Своё название она получила из-за того, что изначально задумывалась как единая богослужебная книга на английском языке для всех диоцезов Церкви Англии, использовавших прежде на местах несколько разновидностей литургических форм латинского обряда. С распространением влияния Церкви Англии на другие страны термин сохранился, так как большинство англикан продолжало использовать «Книгу» по всему миру.

## История
Комитет богословов, председателем которого был архиепископ Кентерберийский Томас Кранмер, завершил первое издание «Книги» в 1549 году, в правление юного короля Эдуарда VI. На основании парламентского Акта о единообразии, она вошла в обязательное употребление начиная со Дня Пятидесятницы 9 июня 1549 года, в качестве единственной законной формы богопоклонения. Нововведение разожгло конфронтацию как среди части духовенства, так и мирян. В графствах Корнуолл и Девон произошло народное восстание, жестоко подавленное королевской армией.
Полное заглавие книги 1549 года было таким: The booke of the common praier and adminiſtration of the Sacramentes, and other rites and ceremonies of the Churche: after the uſe of the Churche of Englande. В первоначальной редакции, разработанной на основе латинских богослужебных книг (Миссал, Бревиарий, Понтификал и др.), Книга ещё довольно строго придерживалась римской литургии. Вследствие дальнейших успехов движения Реформации в Англии назрела необходимость пересмотра исходной редакции, который состоялся в 1552 году.
В 1553 году на трон взошла Мария Католичка, правление которой ознаменовалось попытками восстановить католицизм в Англии, среди прочих мер был возвращён сарумский обряд. В этот период более 800 представителей английского духовенства вынуждены были бежать, почти 300 священников казнили, в том числе Томаса Кранмера и Хью Латимера.
После недолгого правления Марии королевой стала Елизавета I, которой для подтверждения своего статуса были необходимы признания реформационных изменений её отца. Она призывала церковь к единству и нахождению компромисса, проводя политику так называемого «среднего пути» (Via media). При Елизавете I Книга вновь была утверждена парламентом в 1559 году, причём подверглись изменению отдельные позиции, вызывавшие наиболее ожесточённые нападки католиков. Тем не менее, сарумский обряд был окончательно отменён.
При короле Якове I столкновение с пуританами вызвало необходимость в новом пересмотре литургии. Созванная с этой целью конференция не пришла к соглашению, после чего король в 1604 году собственной властью произвёл изменения.
Во время Английской революции «Книга», «Акт о единообразии» и «39 статей» утратили силу обязательного руководства. После Реставрации Стюартов и восстановления государственного статуса Церкви Англии эти документы были вновь изданы. Новая Книга 1662 года в основном повторяла предыдущую версию.
Приход к власти в результате Славной революции Вильгельма Оранского и его соправительницы королевы Марии потребовал поисков новых путей к компромиссу с пресвитерианами, и, по настоянию архиепископа Кентерберийского Джона Тиллотсона, король Вильгельм санкционировал создание комиссии для пересмотра литургии. Результатом её работы стала так называемая «Литургия постижения» (Liturgy of Comprehension) 1689 года, в которой были учтены две трети пресвитерианских требований 1661 года. Однако участники конвокации Кентербери и Йорка (собрания духовенства и мирян обеих английских архиепархий), напуганные взглядами короля Вильгельма, отклонили без обсуждения предложенный на их рассмотрение проект, и долгое время он не был доступен широкой публике. Тем не менее, эта редакция Книги оказала влияние на содержание молитвенников многих британских колоний.

## Содержание
Книга содержит описания христианских праздников, из которых наибольшую важность имеют Рождество (Christmas Day) и Пасха (Easter Day). Если первый день всегда празднуется 25 декабря, то Пасха отмечается в первое воскресение после полнолуния, которое следует за 21 марта. Также отмечается Вознесение, Пятидесятница и Троица, День всех святых, Богоявление и ряд других праздников посвященным евангельским событиям и святым.